# فتحی تربل
فتحی تربل ([فتحي_تربل] Error: {{Lang-xx}}: متن دارای نشانه‌گذاری ایتالیک است (راهنما)؛ زادهٔ ۱ ژانویهٔ ۲۰۰۰) یک وکیل لیبیایی است که دفاع از مردم در جریان قتل‌عام زندان ابو سلیم، که در سال ۱۹۹۶ توسط رژیم معمر قذافی انجام شده و طی آن ۱۲۰۰ زندانی به قتل رسیدند را برعهده داشت. مقامات لیبی روز سه شنبه ۱۵/۲/۲۰۱۱ او را در آستانه شروع اعتراضات در لیبی در تاریخ ۱۷ فوریه ۲۰۱۱ (انقلاب ۱۷ فوریه) که بمنظور سرنگونی رژیم قذافی بود دستگیر کردند. دستگیری وی جرقه ای بود که انقلاب را شعله‌ور نمود. مقامات سپس او را در صبح روز بعد در تاریخ ۱۶/۲/۲۰۱۱ پس از اینکه مردم در محکومیت دستگیری وی در بنغازی تظاهرات کردند آزاد نمودند.

## معروفیت وی
فتحی تربل در زمان دانشجویی هفت بار نیز دستگیر شد. وی در زمانی که وکیل بود در جریان قتل‌عام زندان ابو سلیم، که در آن ۱۲۰۰ تن از زندانیان از جمله یکی از برادرانش، پسر عمو و همسر خواهر او، کشته شدند، دفاع از آنان را برعهده گرفت. همین امر موجب شناخته شدگی وی شد.
فتحی تربل در این رابطه گفت: «این رژیم سرکش و بی رحم در طی دو یا سه ساعت قتل‌عام علیه زندانیان را انجام داد و تلاش کرد این جنایت را بپوشاند. درحالی که زندانیان فقط خواستار شرایط بهتر زندان، محاکمه منصفانه و حق داشتن ملاقات بودند.»
از آن به بعد، فتحی تربل، وکالت گروهی از خانواده‌های بنغازی که در طول قتل‌عام افراد خانواده خود را از دست داده بودند برعهده گرفت.

## مسئولیت‌ها
بعنوان یک عضو شورای ملی انتقالی لیبی که در روز شنبه ۲۷/۲/۲۰۱۱ در جریان انقلاب ۱۷ فوریه تشکیل شد تعیین گردید.

## دستگیری در آستانه انقلاب ۱۷ فوریه
فتحی می‌گوید: در روز ۱۵ فوریه، ۲۰ نیروی امنیتی مسلح به خانه من وارد شدند تا من را دستگیر کنند. این خبر در بین خانواده‌های قربانیانی که خواستار آزادی من بودند ، منتشر شد. آنها من را نزد عبدالله السنوسی، افسر امنیتی شخصی معمر قذافی، که در آن زمان در بنغازی بود، بردند. او بسیار عصبی بود و از من پرسید که هدف ما چیست. من به او جواب دادم (حقیقت در مورد ابو سلیم و اجرای عدالت).
فتحی گفت «من متوجه شدم که آنچه او می‌خواهد جلوگیری از تظاهرات برنامه‌ریزی شده در ۱۷ فوریه» چند روز پس از سرنگونی حسنی مبارک رئیس‌جمهور مصر و بعد از رئیس‌جمهور تونس زین العابدین بن علی است.
فتحی تربل که روز شانزدهم فوریه ۲۰۱۱ آزاد شد ادامه می‌دهد: «به من اجازه بیرون رفتن و صحبت با معترضان داده شد، اما گفت که اگر آنها بخواهند تظاهرات کنند، در نیروهای امنیتی برای جلوگیری از آنها این توان وجود دارد که ممانعت کنند و گفت که نمی‌خواهد مرا تبدیل به یک قهرمان نماید».

## از سخنان وی
وی در مخالفت با حکومت معمر قذافی در جریان انقلاب ۱۷ فوریه گفت: «من می‌خواهم او را در یک محاکمه منصفانه بدادگاه بکشانم .» و در دیدار با خبرنگاران گفت: «من قلباً امیدوارم که قذافی زنده دستگیر شود، اما اگر این امکان‌پذیر نباشد او افسار شتر خود را ترک کرد تا دستش را به گردنش بیاویزد» که اشاره به سرنوشتی است که ممکن بود قذافی در صورت دستگیر شدن با آن مواجه شود.

## جوایز
- جایزه بین‌المللی لودویک تریو در سال ۲۰۱۱[۹][۱۰]